# 丘生野青茅
丘生野青茅（学名：Deyeuxia arundinacea var. collina）为禾本科野青茅属下的一个变种。

## 扩展阅读
- 維基物種上的相關：丘生野青茅